# Tình dục tập thể

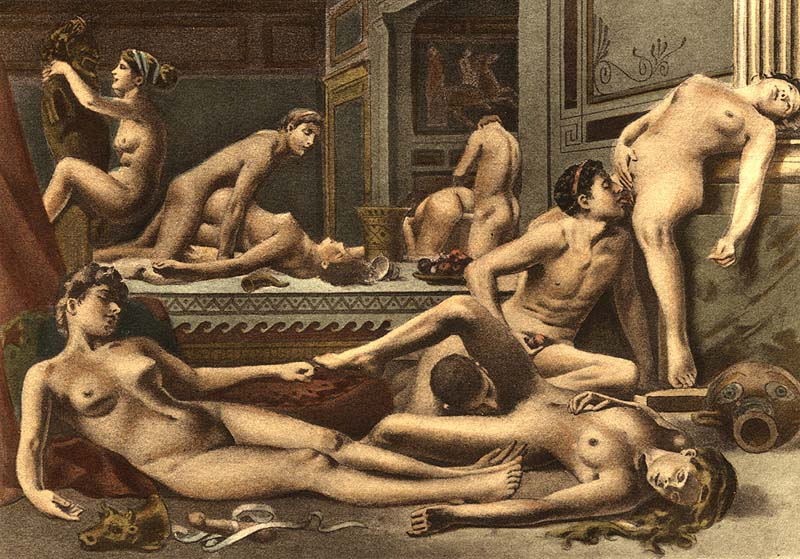
Tình dục tập thể minh họa bởi Édouard-Henri Avril.

Tình dục tập thể là hành vi tình dục có hơn hai người tham gia cùng lúc. Bài này chủ yếu nói về tình dục tập thể ở người, tuy nhiên tình dục tập thể cũng có ở động vật.
Bất kỳ hành vi tình dục nào có ít nhất ba người tham gia đều có thể coi là tình dục tập thể. Một số hành vi tình dục chỉ có thể thực hiện với ba người trở lên cũng là hành vi tình dục tập thể. Tình dục tập thể trong đó một người được thâm nhập bởi nhiều người đôi khi được gọi là gang bang. Orgy cũng có thể chỉ tình dục tập thể.
Tưởng tượng đến tình dục tập thể thì cực kỳ phổ biến ở cả nam và nữ. Trong các nghiên cứu lớn, từ 54% đến 88% người tưởng tượng đang xem người khác làm tình, 40%-42% tưởng tượng người khác đang xem mình làm tình và 39%-72% tưởng tượng cả hai. Tuy nhiên, thực hiện tình dục tập thể thì không phổ biến, khảo sát tại Mỹ trong Báo cáo Janus cho biết 14% nam và 8% nữ từng có quan hệ tập thể. Một báo cáo năm 1968 trên tạp chí Cosmopolitan đề cập rằng sử dụng cần sa đôi khi làm tăng khả năng dẫn đến tình dục tập thể và thăm dò ước tính 6% người ở Hoa Kỳ đã từng làm tình tập thể.
Khi xuất hiện các căn bệnh lây truyền qua tình dục như giang mai và HIV/AIDS, tình dục tập thể được coi là hành vi nguy hiểm, vì nó dẫn tới khả năng lây bệnh cho hàng loạt người khác.
Bài viết Những hộp đêm phóng túng ở Tokyo trên CNN cho rằng quan hệ tập thể chỉ là sở thích của một nhóm người, trong khi có rất nhiều người khác cho rằng đó là hành vi tội lỗi.
Tình dục tập thể có thể xảy ra với mọi thiên hướng tình dục và giới tính.
Một xu hướng tình dục tập thể hiện nay là một số cặp vợ chồng (hoặc cặp bạn tình) sẽ cùng lúc quan hệ tình dục với nhau. Việc này gần giống như trở lại nguồn gốc nguyên thủy của loài người, khi mà việc quần hôn là phổ biến để duy trì nòi giống.

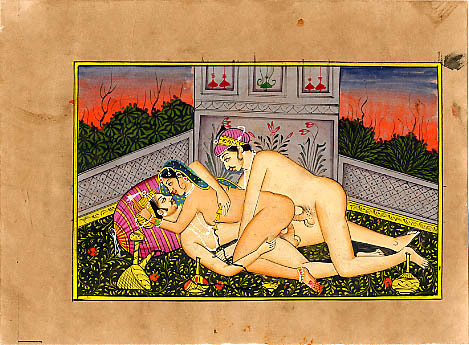
Hình vẽ trong Kama Sutra
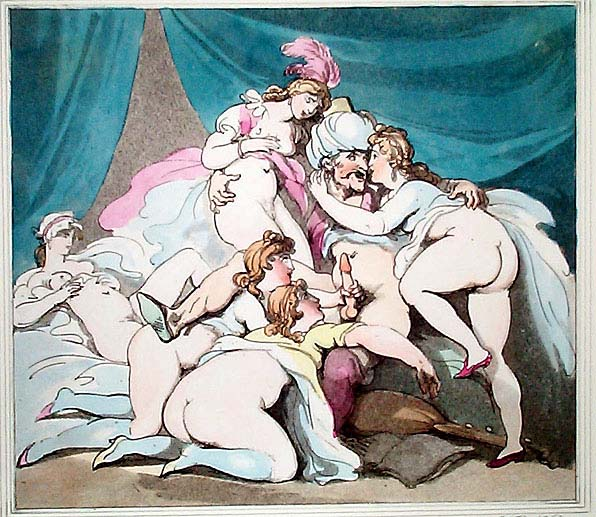
Gang bang
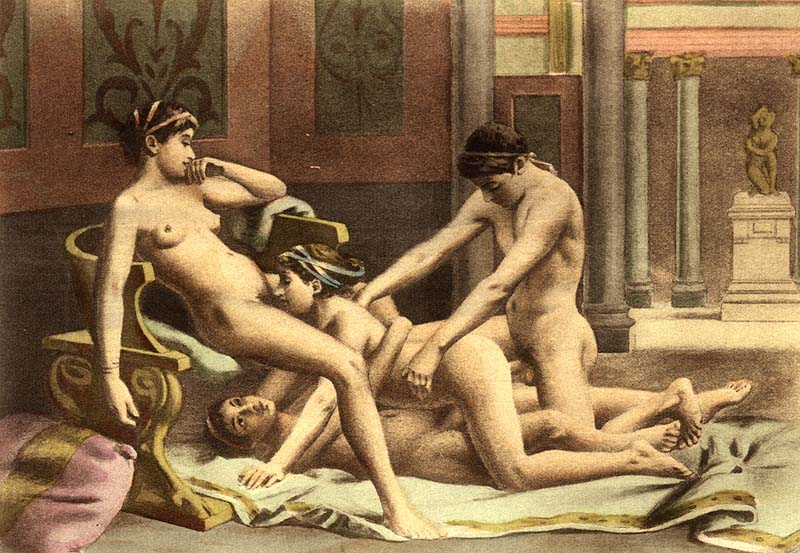
Quan hệ tình dục ba người